# Maison Allemand
La Maison Allemand est une maison, située au n°3 Rue de la République, à Saint-Saturnin-lès-Apt, dans le département de Vaucluse, en France.

## Histoire

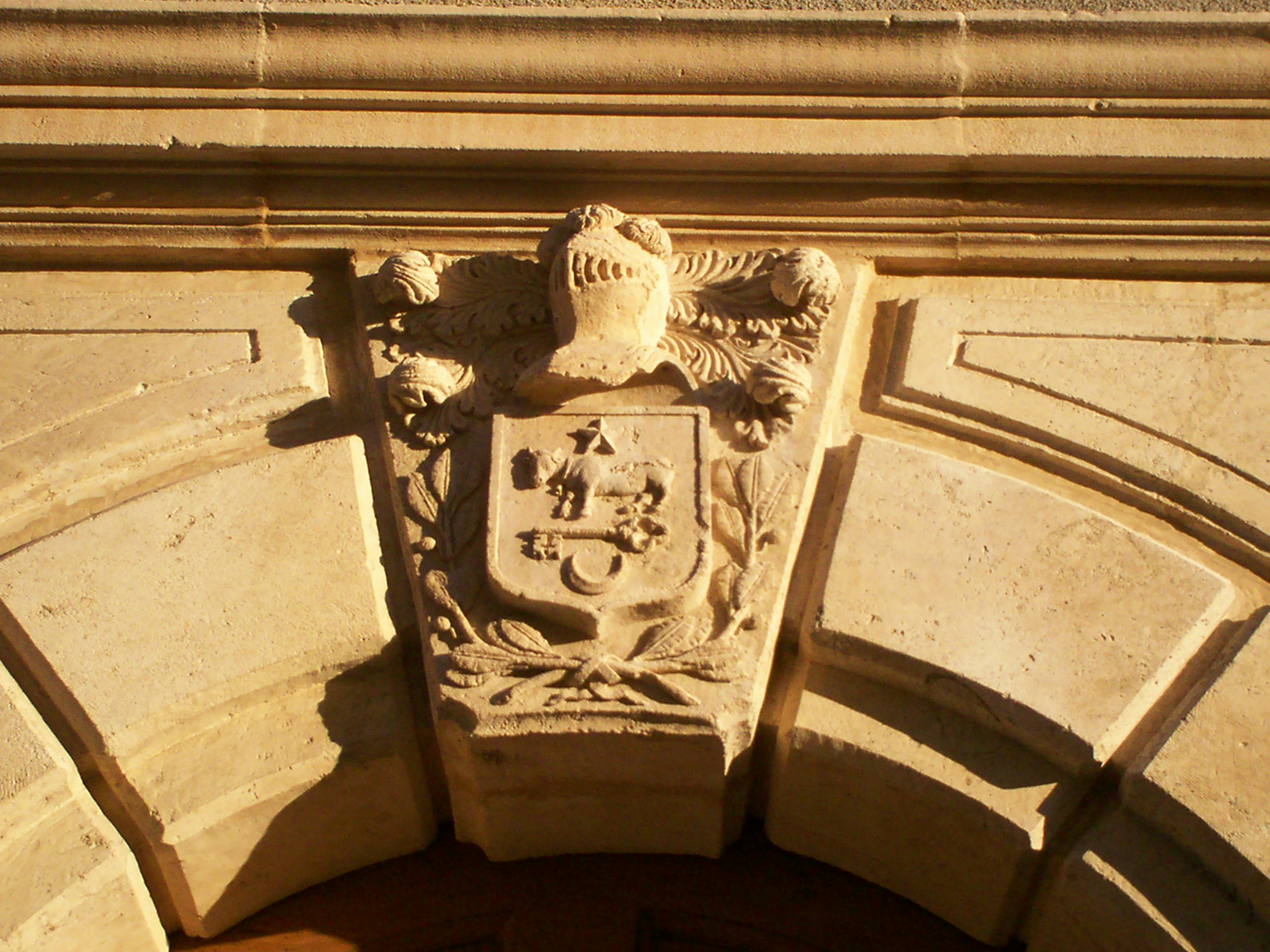
Blason de François de Bermond

Elle fut construite ou reconstruite vers 1725, par noble François de Bermond, seigneur de Vachères, écuyer, riche propriétaire de Saint-Saturnin, dont la lignée s'éteignit en 1742. La maison fut vendue, en 1750, en deux lots à Denis Génin, tailleur, et Antoine Gay, propriétaire d'un moulin à huile. La porte et le ventail sont inscrits au titre des Monuments historiques le 26 mars 1934.